# Perilampsis dryades
Perilampsis dryades är en tvåvingeart som beskrevs av Munro 1939. Perilampsis dryades ingår i släktet Perilampsis och familjen borrflugor. Inga underarter finns listade i Catalogue of Life.